# Franco Vignola
Pour les articles homonymes, voir Vignola (homonymie).
Franco Vignola (né le 15 septembre 1966 à Strasbourg) est un footballeur français évoluant au poste d'attaquant, devenu entraîneur.

## Carrière

### Joueur
- FCSK Strasbourg
- 1981-1982 :  RC Strasbourg
- 1982-1994 :  AJ Auxerre
- → 1992-1993 :  EA Guingamp
- 1994-1996 :  Olympique de Marseille
- 1996-1997 :  US Créteil-Lusitanos
- 1997-1998 :  OGC Nice
- 1999-2002 :  Pierrots Vauban Strasbourg
- 2002-2004 :  FCSR Obernai[1]

### Entraîneur
- ? - ? :  FCSR Obernai
- ? - ? :  ES Onet-le-Château
- 2017-2018 :  US Albi
- 2018-oct. 2019 :  Avenir Foot Lozère
- 2019-janv.- ? :  Luc Primaube Football Club

## Palmarès
- Champion de France de Division 2 en 1995 avec l'Olympique de Marseille
- Champion de France de Nationale 2 en 1994 avec la réserve de l'AJ Auxerre
- Champion de France de Division 3 en 1988 avec la réserve de l'AJ Auxerre
- Champion de France de Division 4 en 1985 avec la deuxième réserve de l'AJ Auxerre
- Vainqueur de la Coupe Gambardella en 1986 avec les équipes de jeunes de l'AJ Auxerre
- Champion de France Cadet en 1983 avec les équipes de jeunes de l'AJ Auxerre
- International militaire